# Санта Катерина (Беневенто)
Санта Катерина је насеље у Италији у округу Беневенто, региону Кампанија.
Према процени из 2011. у насељу је живело 64 становника. Насеље се налази на надморској висини од 517 м.